# Топољњики
Топољњики (слч. Topoľníky, мађ. Nyárasd) насељено је мјесто са административним статусом сеоске општине (слч. obec) у округу Дунајска Стреда, у Трнавском крају, Словачка Република.

## Становништво
| Година:    | 1994. | 2004.   | 2014.   | 2024.   |
| ---------- | ----- | ------- | ------- | ------- |
| Број људи: | 2991  | 3001    | 3018    | 3122    |
| Разлика:   |       | +0,33 % | +0,56 % | +3,44 % |

| Година:    | 2023. | 2024.   |
| ---------- | ----- | ------- |
| Број људи: | 3132  | 3122    |
| Разлика:   |       | -0,31 % |

Према подацима о броју становника из 2011. године насеље је имало 3.054 становника.